# Steinknückl
Der Steinknückl, auch Steinknückel, ist eine 417 Meter hohe Erhebung im Spessart. 
Der bewaldete Berg liegt im bayerischen Landkreis Aschaffenburg, direkt auf dem Wanderweg 31 des Spessartbundes. Er befindet sich im Weilerwald ca. 1,7 km südlich von Laufach und etwa 2 km nördlich von Waldaschaff. Der Steinknückl ist bekannt für seine auffällig hohen Steineichen auf dem Gipfel, die namensgebend sind. Da sich auf der Kuppe des Berges ein Gipfelbuch befindet, ist er ein beliebtes Ziel für Wanderer und Mountainbiker.